# John Whittle
Vous lisez un « bon article » labellisé en 2012.
Pour les articles homonymes, voir Whittle.
John Woods Whittle (né le 3 août 1882 et mort le 2 mars 1946) est un militaire australien. Il était sergent pendant la Première Guerre mondiale, quand il fut décoré de la croix de Victoria, après deux actions distinctes contre les forces allemandes dans leur retraite vers la ligne Hindenburg en 1917. Dans la deuxième action, il attaqua une équipe de serveur de mitrailleuse, tuant le groupe et s'emparant des armes.
Né en Tasmanie, Whittle a accompli douze mois de service actif durant la seconde guerre des Boers avant de retourner en Australie et de s'enrôler dans la Royal Navy où il a servi pendant cinq ans en qualité de chauffeur. Enrôlé à nouveau, il est affecté à l'intendance du Tasmanian Rifle Regiment avant le déclenchement de la Première Guerre mondiale. Transféré à l'Australian Imperial Force en 1915, Whittle rejoint le 12e Bataillon en Égypte et s'embarque pour le front de l'Ouest l'année suivante. Lors d'une attaque sur le village de La Barque, Whittle se précipite sur une tranchée allemande et force les hommes à quitter la position, il recevra la Distinguished Conduct Medal en récompense.
Blessé trois fois pendant la guerre, Whittle est passé deux fois devant les tribunaux militaires en raison de son comportement turbulent. En octobre 1918, il retourne en Australie à l'invitation du Premier ministre pour aider au recrutement. Dégagé des obligations militaires en décembre 1918, il s'installe à Sydney. En 1934, Whittle reçoit le certificat du mérite après avoir sauvé un garçon de la noyade. Il meurt en 1946 à l'âge de 63 ans.

## Début de carrière
Whittle est né le 3 août 1882 sur l'île d'Huon, en Tasmanie. Il est le fils d'Henry Whittle, paysan et de son épouse Catherine (née Sullivan). Il grandit à Hobart et y vit jusqu'à son enrôlement comme soldat dans le 4e Contingent tasmanien (2e Imperial Bushmen) qui fut mobilisé lors de la seconde guerre des Boers,. Son unité embarque pour l'Afrique du Sud le 27 mars 1901 et arrive quatre semaines plus tard. Le contingent passe ainsi les douze mois suivants sur place, combattant notamment dans la colonie du Cap avant de retourner en Australie le 25 juin 1902.
Peu après son retour, Whittle s'enrôle dans la Royal Navy en tant que chauffeur. Durant cinq ans, il est marin sur différents navires appartenant à l'Australia station. Parmi les plus célèbres, l'HMS Challenger ou encore l'HMS Pioneer. Libéré de ses obligations envers la Royal Navy en 1907, Whittle rejoint l'Australian Army (qui est la composante terrestre de l'armée australienne) et est affecté au corps de logistique. Il reste à cette position pendant trois ans et demi. Pendant cette période, Whittle se marie avec Emily Margaret Roland lors d'une cérémonie catholique dans la maison de l'archevêque d'Hobart, le 23 juillet 1909.
Après son mariage, Whittle est transféré une courte période à l'artillerie, servant avec la 31e batterie du Régiment royal de l'artillerie australienne. Il est ensuite affecté au régiment de fusiliers tasmaniens où il restera jusqu'à l'éclatement de la Première Guerre mondiale.

## Première Guerre mondiale

### Début de la guerre
Le 6 août 1915, Whittle est transféré à la Première force impériale australienne afin de rejoindre le front en Europe. Il est rattaché en renfort au 26e bataillon d'infanterie en tant que simple soldat. Il embarque le 27 octobre 1915 de Melbourne à bord du HMAT Ulysses en direction d'Égypte. Nommé caporal à titre temporaire peu de temps après son arrivée, il est réaffecté au 12e bataillon le 1er mars 1916 avec le grade de soldat. Cette réaffectation faisant suite à une période de réorganisation divisionnaire des troupes australiennes basées en Égypte. Il est finalement promu au rang de caporal (à titre permanent) deux semaines plus tard.
Embarquant pour le Front de l'Ouest, le 12e bataillon rejoint le Corps expéditionnaire britannique lors de leur arrivée en France le 7 avril 1916. Huit jours plus tard, Whittle est promu au grade de lance sergeant (dont l'équivalent actuel le plus proche pour l'Armée française serait le grade de caporal-chef). Posté dans le secteur de Fleurbaix en France, le 12e bataillon est engagé dans de petites opérations jusqu'en juillet. Il souffre alors encore d'une blessure par balle au bras droit, causée le 18 juin. D'abord considéré comme bénigne et pouvant être soignée sur le front, la blessure nécessite finalement un plus gros traitement et Whittle est transféré au 1er Hôpital auxiliaire à Harefield, en Angleterre. Après une récupération de trois mois, soit le 18 septembre, il rejoint son unité.
Après sa participation, de juillet à septembre 1916, à la bataille de Pozières, le 12e bataillon se rend dans le secteur d'Ypres en Belgique où Whittle est promu sergent le 14 octobre,. À la fin novembre, Whittle est admis à l’hôpital à la suite d'une maladie. Le 18 décembre, il rejoint son unité qui s'est depuis déplacée dans la Somme.
Pendant la retraite allemande vers la ligne Hindenburg, Whittle participe aux différentes attaques menées par le 12e bataillon sur les villages de Labarque et Ligny-Thilloy. Pendant ces attaques, qui se sont déroulées le 26 et 27 février 1917, il fait partie de la Compagnie A, commandée par le capitaine James Newland. À Bark Trench, une position au nord de La Barque, la compagnie rencontre une importante résistance allemande et Newland est blessé,. Regroupant ses hommes, Whittle charge la position ennemie et bombarde ses occupants avec des grenades. Il poursuit ensuite les Allemands lorsque ceux-ci commencent à fuir dans leurs tranchées. Afin de récompenser ses efforts pendant cet assaut, Whittle est décoré de la Distinguished Conduct Medal. L'annonce de la récompense fut publiée dans la London Gazette le 26 avril 1917.

### Croix de Victoria
Au début d'avril 1917, trois villages sont encore aux mains des Allemands, dans la zone se trouvant entre la position du I ANZAC Corps (en) et la ligne Hindenburg. Une attaque ayant pour but la capture des villages de Boursies et Hermies est lancée le 9 avril par la 1re division australienne (dont le 12e bataillon de Whittle fait partie). Ce même jour, les Anglais se lancent à l'assaut de la ville d'Arras. Pour récompenser son courage lors de deux actions distinctes pendant cette période, Whittle est décoré de la croix de Victoria.
Le 8 avril, l'ordre est donné au 12e bataillon de capturer le village de Boursies. L'attaque doit être une diversion afin d'éloigner les forces allemandes de l'axe par laquelle l'assaut de Hermies doit se dérouler. Whittle est à la tête du peloton gauche, sous le commandant de la Compagnie A de James Newland. L'attaque commence à 3 h. En avançant, la compagnie subit des tirs soutenus de mitrailleuses provenant d'un moulin abandonné se trouvant à environ 400 mètres du village. Malgré de nombreux blessés, Newland réunit plusieurs hommes et mène un bombardement qui permet de déloger les Allemands de leur position et de sécuriser la zone. Continuant à avancer, la compagnie parvient à atteindre son objectif et Whittle est chargé du commandement d'un poste de défense, juste au-delà du moulin.

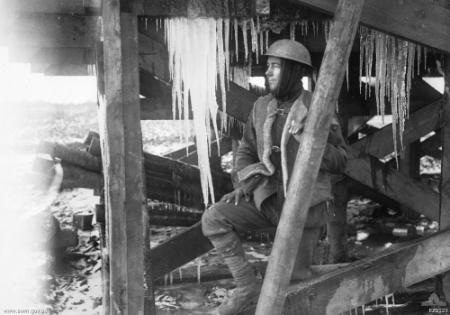
Sergent J. W. Whittle en France, 1916

Pendant la journée, les Australiens doivent faire face à un feu d'artillerie soutenu. À 22 h, les Allemands lancent une sévère contre-attaque vers le moulin, soutenus par d'importants tirs d'artillerie. Avançant par la route principale, ils arrivent à entrer dans la tranchée que Whittle surveille. Regroupant tous les hommes disponibles, celui-ci charge les Allemands et arrive à stabiliser la situation. Newland arrive presque aussitôt et les deux hommes combattent ensemble jusqu'à ce que la position soit reprise. Le 12e bataillon est rejoint le 10 avril par le 11e bataillon, après avoir capturé Boursies. Au total, 240 hommes auront été touchés dont 70 tués au combat ou disparus.
Après un repos de quatre jours loin de la ligne de front, le 12e bataillon relève le 9e bataillon à Lagnicourt-Marcel le 14 avril. À l'aube du 15, les Allemands lancent une féroce contre-attaque sur la ligne de la 1re Division Australienne. Ils réussissent à traverser la ligne et forcent la Compagnie D du 12e bataillon (qui se trouvait à gauche de la Compagnie A du capitaine Newland) à battre en retraite. Bientôt entouré et subissant des attaques sur trois côtés, Newland fait battre en retraite sa compagnie vers une route en contrebas, tenue par le capitaine Percy Cherry. Il aligne sa compagnie de chaque côté en position de défense. En positionnant son peloton, Whittle remarque un groupe d'Allemands déplaçant une mitrailleuse. Comprenant qu'ils souhaitent se mettre en position pour mitrailler la compagnie, Whittle, malgré un feu soutenu dans sa direction, sort de sa position et fonce vers le groupe. Utilisant ses grenades, il parvient à tuer le groupe en entier et rapporte même la mitrailleuse.
À mesure que des renforts du 9e bataillon commencent à arriver, Newland parvient à repousser une troisième attaque. En réorganisant le 9e et le 12e bataillon, une contre-attaque est finalement lancée et parvient à reprendre la ligne aux environs de 11 h. Le 12e bataillon enregistre 125 victimes pendant cet affrontement, dont 66 tués ou disparus. Whittle et Newland furent tous les deux décorés de la croix de Victoria pour leurs actions ce jour-là. Ils furent les deux seuls membres permanents de l'armée australienne à recevoir cette décoration pendant la guerre.
La distinction de la Croix de Victoria de Whittle est citée dans la London Gazette du 8 juin 1917 :
« War Office, 8 June, 1917.

His Majesty the KING has been graciously pleased to approve of the award of the Victoria Cross to the undermentioned Officers, Non-commissioned Officers and Men:

No. 2902 Sjt. John Woods Whittle, Inf. Bn., Aus. Imp. Force.

For conspicuous bravery and devotion to duty on two occasions.

When in command of a platoon the enemy, under cover of an intense artillery barrage, attacked the small trench he was holding. Owing to weight of numbers the enemy succeeded in entering the trench, and it was owing to Sjt. Whittle personally collecting all available men and charging the enemy that the position was regained.

On a second occasion when the enemy broke through the left of our line Sjt. Whittle's own splendid example was the means of keeping the men well in hand. His platoon were suffering heavy casualties and the enemy endeavoured to bring up a machine gun to enfilade the position. Grasping the situation he rushed alone across the fire-swept ground and attacked the hostile gun crew with bombs before the gun could be got into action.

He succeeded in killing the whole crew and in bringing back the machine gun to our position. »

### Fin de la guerre

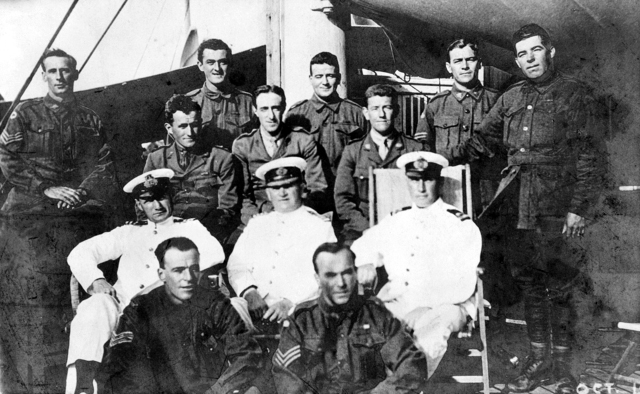
Groupe de 10 soldats récompensés par la Croix de Victoria rapatriés en Australie pour aider au recrutement. Ils se trouvent sur le HMAT Medic en compagnie de 3 officiers de la marine. Whittle se trouve au milieu du dernier rang.

Fin avril 1917, souffrant de psoriasis, Whittle passe trois jours dans un hôpital de campagne avant d'embarquer pour l'Angleterre au sein d'un bataillon d'entraînement. À peine arrivé le 6 mai, il subit de nouveau un congé forcé de huit jours dans un hôpital militaire. Pendant cette période, Whittle assiste à une cérémonie d'investiture sur le parvis du palais de Buckingham le 21 juillet 1917, durant laquelle il est décoré par le roi George V de la croix de Victoria et de la Distinguished Conduct Medal
Retournant en France le 25 août, Whittle rejoint le 12e bataillon qui se trouve en Belgique en préparation pour une nouvelle offensive à Ypres. Le 1er octobre, il passe devant une cour martiale. Il est accusé d'avoir commis le 27 septembre deux délits : ivresse en service et conduite préjudiciable, perturbation du bon ordre et non-respect de la discipline militaire en service, quand il répondit « Mais nous sommes quand même de bons soldats » à un officier lorsque celui-ci s'adressa aux soldats. Il est reconnu coupable des deux chefs d'accusations et condamné à être relégué au rang de caporal. Après quatre jours de détention pendant le procès, Whittle rejoint le 12e bataillon le 8 octobre,.

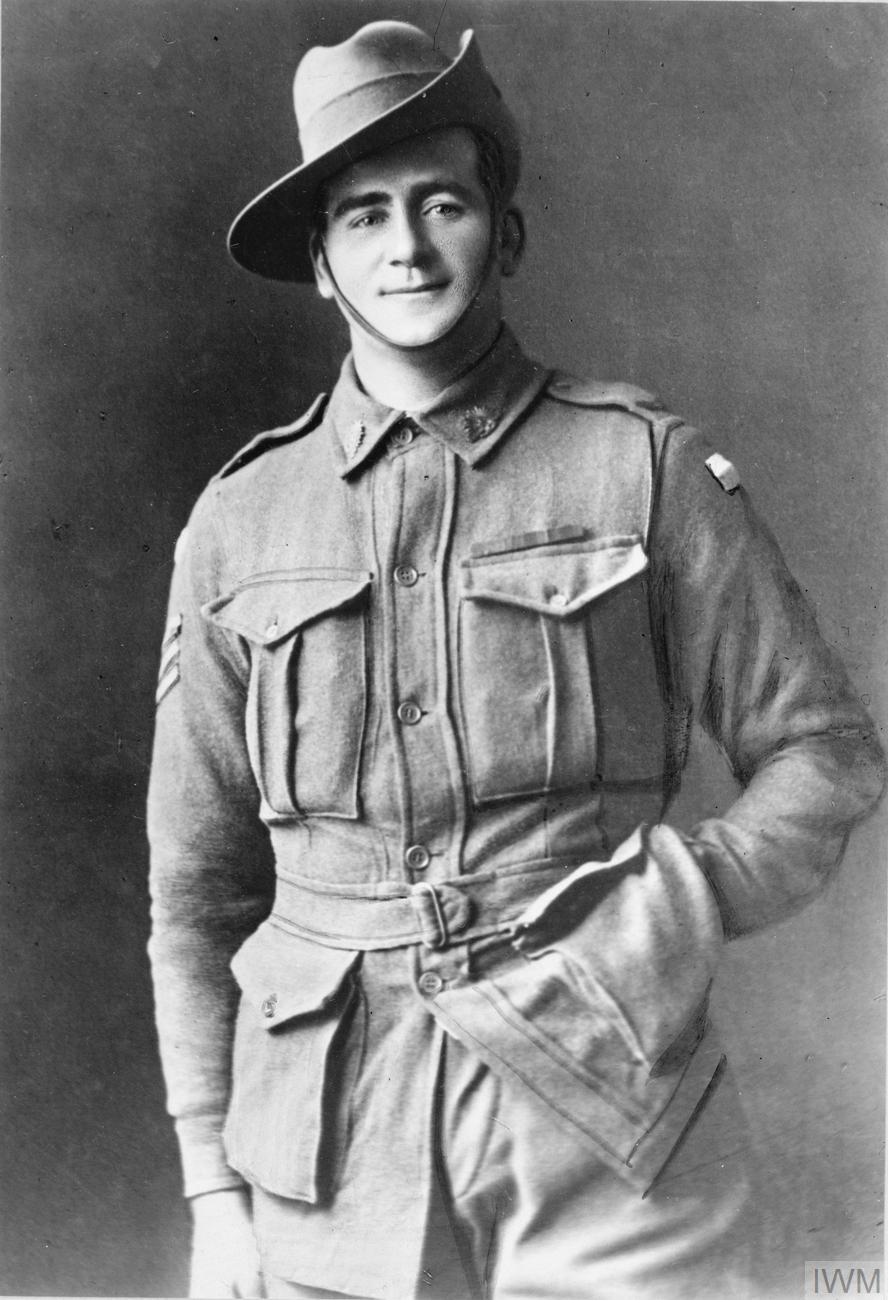
Sergent John Whittle c. 1918

Le 12e bataillon passe les deux mois suivants en Belgique, engagé dans de petites opérations avant d'être à nouveau transféré dans les tranchées en décembre. Pendant cette période, Whittle est promu à nouveau sergent. Pendant les mois de mars et avril 1918, le 12e participe à repousser l'assaut des allemands lors de l'offensive du Printemps. Pendant cette opération, Whittle est blessé et admis dans un hôpital de campagne après avoir reçu des éclats d'obus dans la main droite. Il rejoint son bataillon en avril. Plus tard ce même mois, Whittle est à nouveau accusé de conduite préjudiciable, perturbation du bon ordre et non-respect de la discipline militaire après avoir endommagé son livre de paie. Il est réprimandé à ce sujet par l'officier commandant le bataillon. En juin, Whittle est affecté à la 2e École centrale de l'armée pour une période de cinq semaines. Après avoir rejoint son bataillon à la mi-juillet, Whittle est blessé pour la troisième fois, ayant reçu cette fois-ci des éclats d'obus dans le coude droit. Évacué en Angleterre, il est admis à l'Hôpital militaire central se trouvant à Eastbourne, avant d'être transféré au 3e Australian Auxiliary Hospital, à Dartford, deux semaines plus tard. Pendant ce temps, le premier ministre d'Australie, Billy Hughes, invite plusieurs bénéficiaires australiens de la croix de Victoria à revenir en Australie afin de participer à une campagne de recrutement. Whittle se trouve parmi un groupe de dix hommes qui ont accepté l'offre. Ils embarquent à bord du HMAT Medic le 24 août, en direction de Melbourne. Arrivant sept semaines plus tard, Whittle retourne en Tasmanie et aide au recrutement sur l'île pendant les dernières semaines de guerre. Il est déchargé de ses fonctions militaires le 14 décembre 1918, peu de temps après l'Armistice.

## Fin de vie
Après sa démission des Forces impériales australiennes, Whittle s'installe à Hobart avec sa famille. Il se réengage pour une courte période au 40e bataillon en 1921 avant de déménager à Sydney, où il devient inspecteur du personnel dans une compagnie d'assurance. Il enchaîne ensuite différents métiers. Le 11 novembre 1929, il participe à un dîner à Sydney, organisé pour les bénéficiaires de la croix de Victoria. Puis, une fois de plus, il se réengage pour une courte période dans l'Armée australienne l'année suivante.
Le 7 février 1934, Whittle se promène dans le University Park lorsqu'il est accosté par un petit garçon lui disant que son petit frère est tombé dans le lac. Whittle fonce et plonge dans ce lac rempli d'algues en décomposition. Il trouve le petit garçon inconscient, le ramène sur la berge et, pendant une demi-heure, il lui fait un massage cardiaque qui permettra de le sauver. Whittle quitte aussitôt les lieux et rentre chez lui en taxi sans laisser son nom, mais son identité est rapidement découverte et la Royal Life Saving Society (en) lui remet un « certificat du mérite ». Whittle tombe malade pendant deux semaines à la suite de l'absorption de l'eau croupie du lac.
Pendant la Seconde Guerre mondiale, Ivan Ernest, le fils de Whittle, est engagé comme soldat dans le 2/33e Bataillon d'infanterie australien. Il perd la vie lorsque le Consolidated B-24 Liberator dans lequel il se trouvait s'écrase le 7 septembre 1943 sur une gare de triage à Port Moresby en Papouasie-Nouvelle-Guinée,. Le 2 mars 1946, John Whittle meurt d'une hémorragie cérébrale, à l'âge de 63 ans, dans sa maison de Glebe. Il est enterré au Cimetière de Rookwood.